# Via Garibaldi (Venise)
Pour les articles homonymes, voir Via Garibaldi.

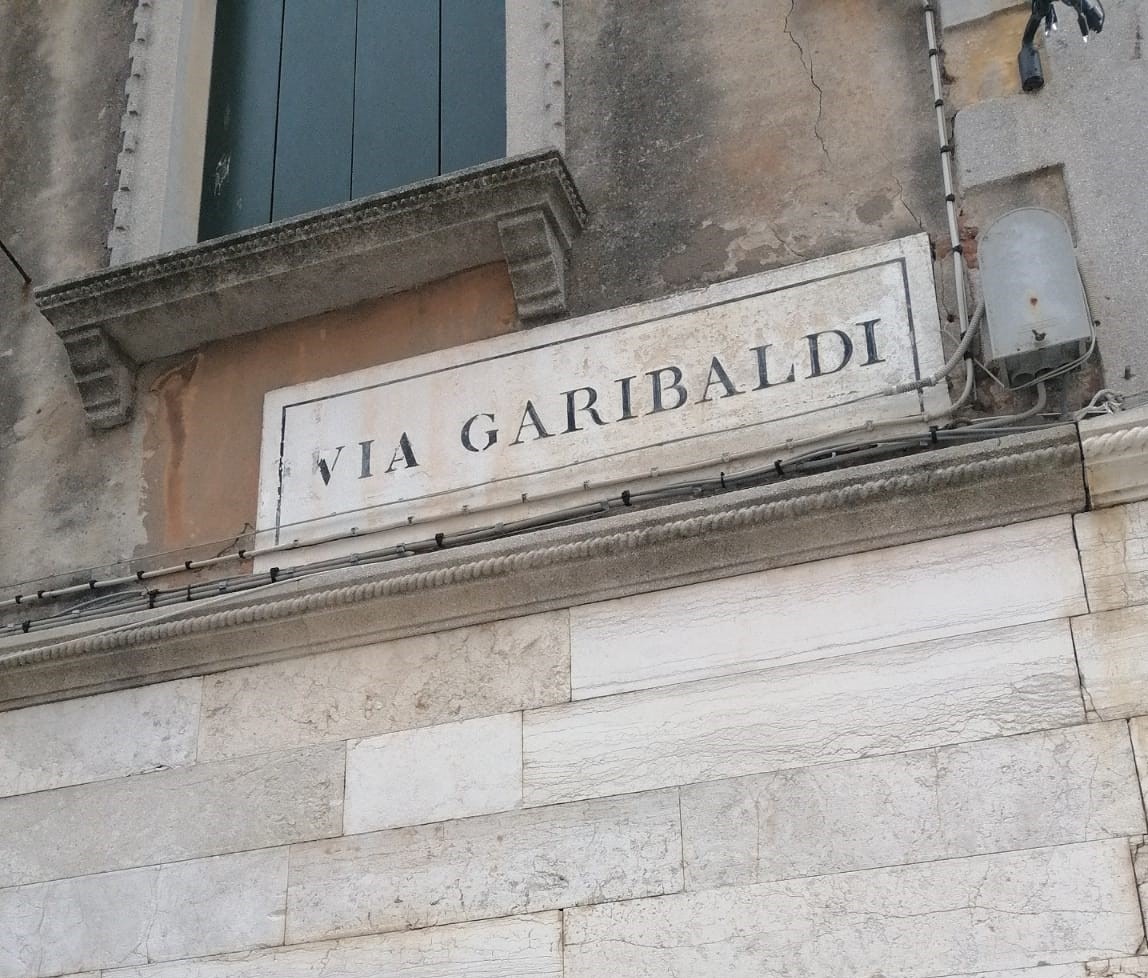
Le nizioleto de la via Garibaldi.

La Via Garibaldi est la seule rue de Venise, située dans le quartier de Castello. La rue s'étend sur environ 350 m et traverse la partie ouest du  Castello.
C'est un rio terà, c'est-à-dire une rue construite en enterrant un canal. Elle fut construite en 1807 pour relier, par un chemin rectiligne, le canal de San Pietro avec le Bacino di San Marco (le Bassin de Saint-Marc).
Située au début de la riva dei Sette Martiri, elle représente un carrefour important de la vie urbaine, notamment d'un point de vue commercial. La rue a toujours été un point focal de la ville et surtout du quartier.

## Histoire
À l'origine, elle portait le nom de Strada Nuova dei Giardini parce qu'elle conduisait aux Jardins Publics ; l'appellation Nuova fait référence à l'époque de sa formation, contemporaine des Fondamente Nuove.
Dans les années suivantes, elle fut également appelée Via Eugenia en l'honneur du vice-roi d'Italie Eugène de Beauharnais, fils de l'impératrice Joséphine. La mesure fut prise avec un décret de l'empereur Napoléon Bonaparte, qui voulait doter la ville de lieux de promenades publiques. Napoléon prévoyait de relier le quartier de Castello au continent mais cela ne s'est jamais concrétisé. L'architecte Giannantonio Selva, qui faisait partie de la Commission de gestion urbaine et architecturale de la cité lagunaire, créée en janvier 1807, se voit confier les travaux. Pour obtenir l'espace nécessaire, diverses églises avec des couvents attenants et l'hôpital des marins, situé à l'intérieur de l'église de San Nicolò di Castello, ont été démolis.
En 1866, après l'entrée des troupes de Garibaldi à Venise, la rue fut dédiée à Giuseppe Garibaldi, à qui fut érigé plus tard le monument à l'entrée des Jardins.
À partir de ce moment, la rue prit le nom actuel de Via, le seul exemple à Venise représentant une exception dans la toponymie vénitienne des rues.
Des travaux de repavage et de réhabilitation ont été effectués entre 1993 et 1996 dans le but de réaménager la rue selon le projet original du XIXe siècle de Gian Antonio Selva. 

## Monuments et lieux d'intérêt
- Église de San Francesco di Paola, construite en 1588 avec un monastère à côté, qui sera supprimé en 1806 et démoli en 1885.
- Palazzo Caboto : Palais du XVe siècle situé à l'angle de la Riva dei Sette Martiri, c'était la résidence vénitienne de l'explorateur Jean Cabot (Caboto en italien) et de son fils Sébastien. Sur la façade de la Via Garibaldi, deux plaques ont pour but de rappeler les explorateurs et leurs découvertes en Amérique du Nord (en particulier celle de Terre-Neuve en 1467)[4]. La première inscription a été placée par la municipalité de Venise en 1881, tandis que la seconde (écrite en anglais et en français) a été érigée par la province de Terre-Neuve-et-Labrador en 1982.
- Inscription dédiée à la reine consort Marguerite de Savoie et au prince héréditaire Vittorio Emanuele III de Savoie qui ont assisté aux célébrations en leur honneur tenues le 20 juillet 1882 depuis le podium, coïncidant avec la fête du Rédempteur ; la plaque date de 1902.

Les plaques commémoratives.
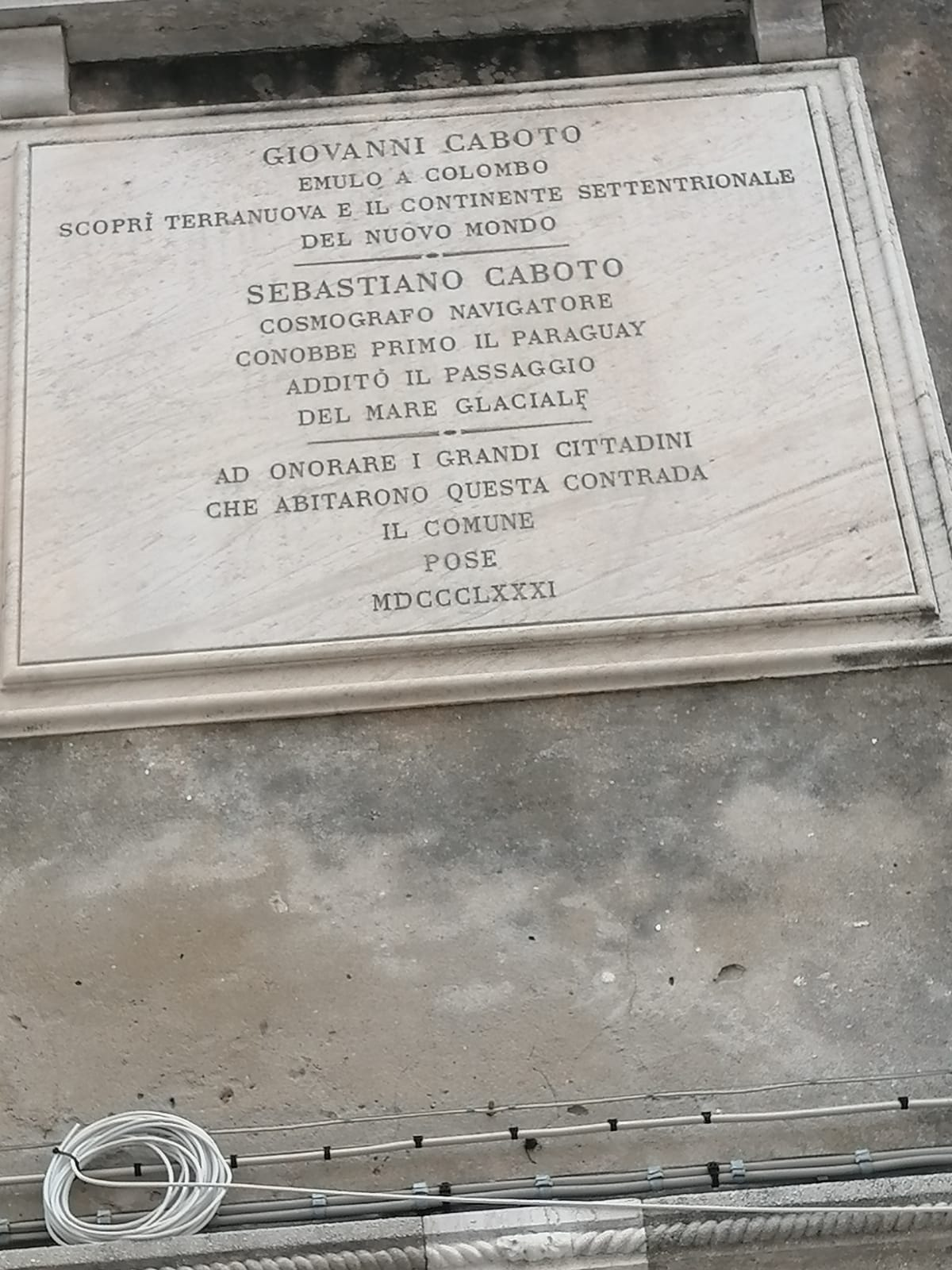
Celle à Giovanni Caboto et Sebastiano Caboto en italien (1881).
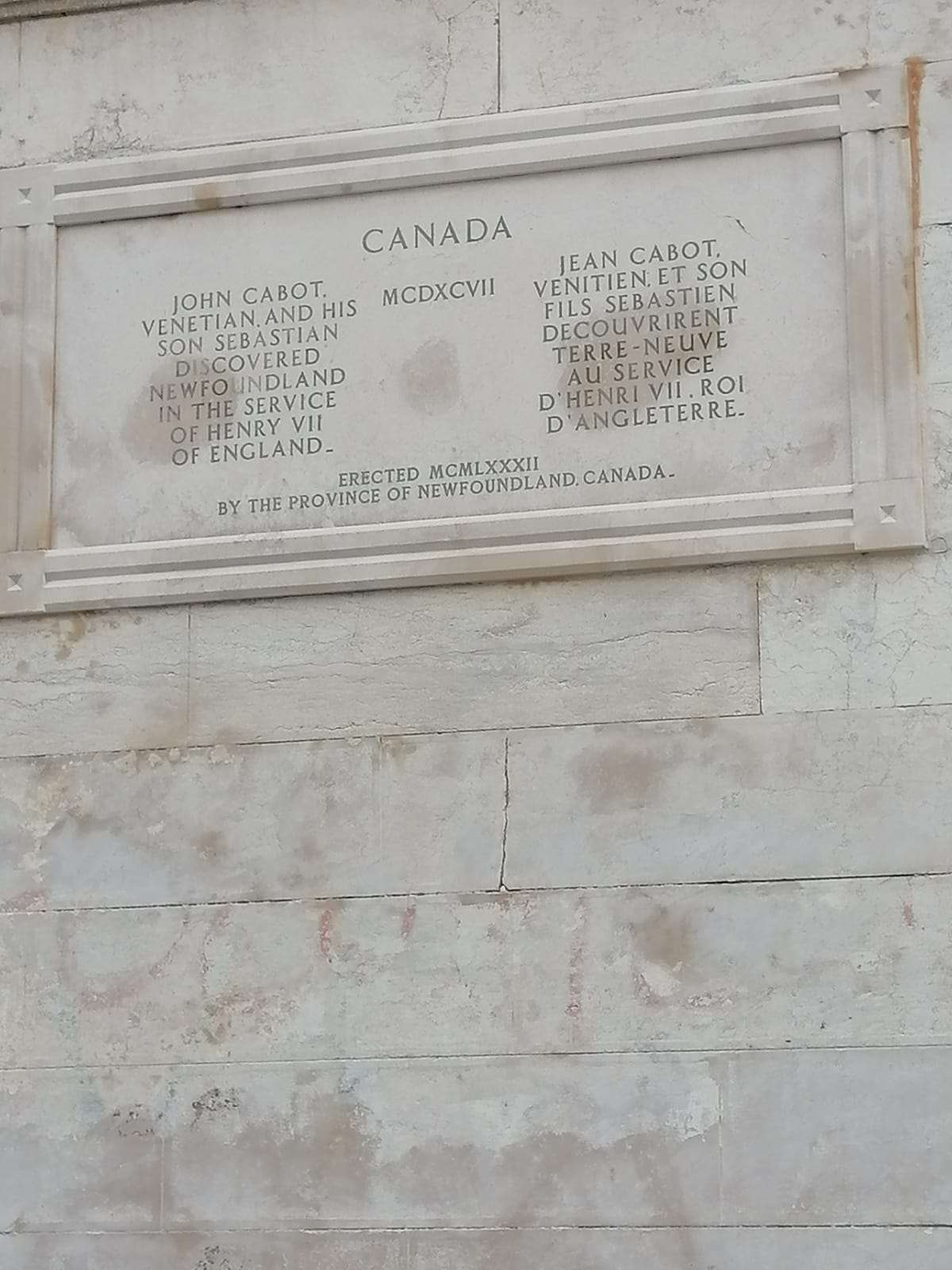
... en anglais et en français.
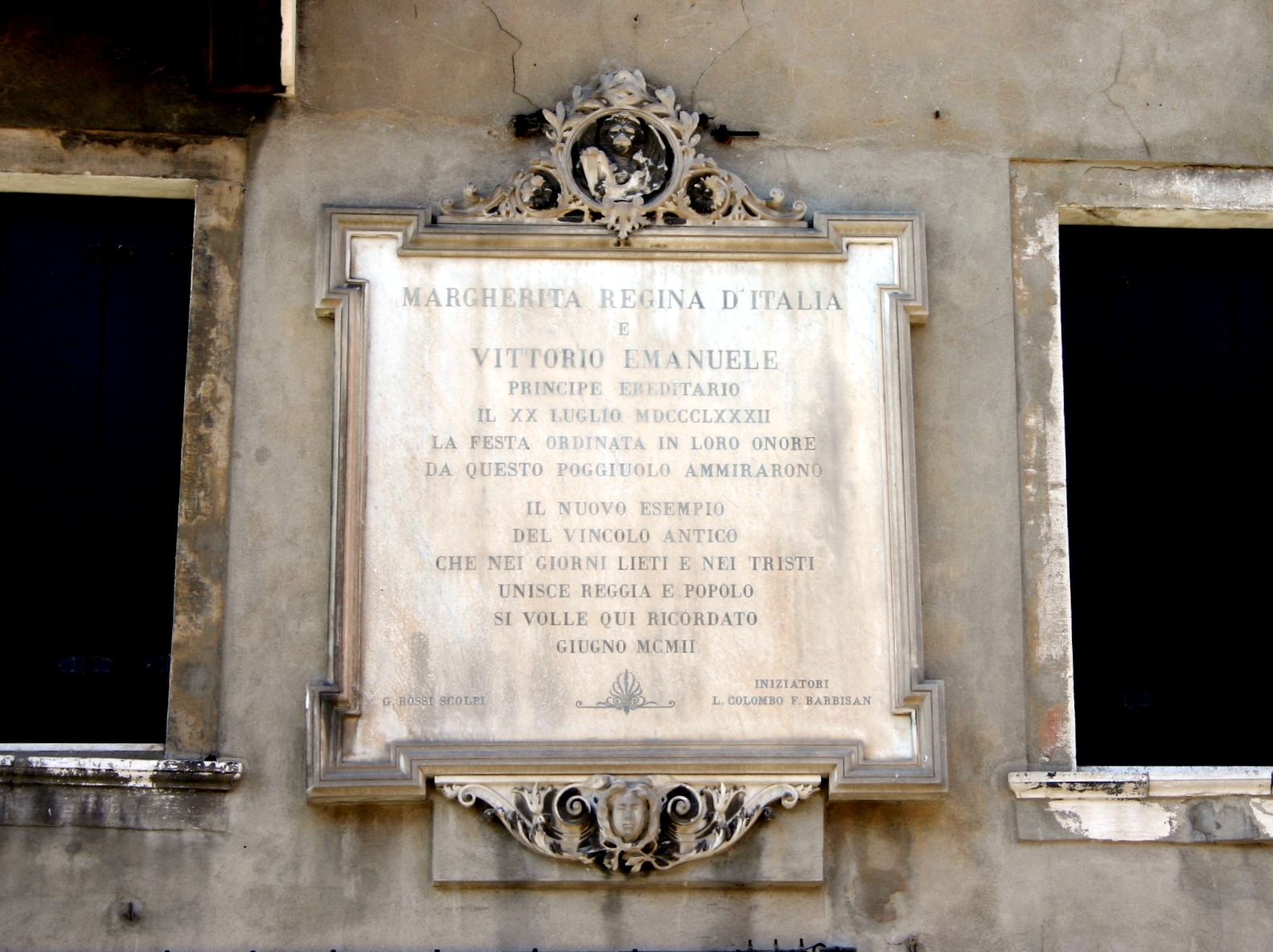
Celle à Marguerite de Savoie et Vittorio Emanuele III de Savoie (1902).